# Campeonato Russo de Futebol de 2007 - Segunda Divisão
O Campeonato Russo de Futebol - Segunda Divisão de 2007 foi o décimo sexto torneio desta competição. Participaram vinte e duas equipes. O nome do campeonato era "Primeira Divisão" (Perváia Divizion), dado que a primeira divisão era a "Liga Premier". O campeão e o vice são promovidos e cinco são rebaixados para a terceira divisão.

## Participantes
| Equipe                            | Cidade            | Região                  | No ano anterior                                                    | Estádio                        | Capacidade | Títulos               | Participações |
| --------------------------------- | ----------------- | ----------------------- | ------------------------------------------------------------------ | ------------------------------ | ---------- | --------------------- | ------------- |
| FC SKA-Energiya Khabarovsk        | Khabarovsk        | Krai de Khabarovsk      | Quinto Lugar                                                       | Estádio Lênin                  | 15.200     | 0 (não possui)        | 8             |
| FC Anji Makhachkala               | Mahackala         | Daguestão               | Décimo Quinto Lugar                                                | Estádio Dínamo                 | 15.200     | 1 (1999)              | 8             |
| FC KAMAZ Naberejnye Chelny        | Naberejnye Chelny | Tartaristão             | Quarto Lugar                                                       | Estádio KAMAZ                  | 10.000     | 1 (1992 Zona Central) | 6             |
| FC Dínamo Briansk                 | Briansk           | Oblast de Briansk       | Nono Lugar                                                         | Estádio Dínamo                 | 10.100     | 0 (não possui)        | 4             |
| FC Ural Sverdlovskaya Oblast      | Ecaterimburgo     | Oblast de Sverdlovsk    | Terceiro Lugar                                                     | Estádio Central                | 30.000     | 0 (não possui)        | 5             |
| FC Sibir Novosibirsk              | Novosibirsk       | Oblast de Novosibirsk   | Sétimo Lugar                                                       | Estádio Spartak                | 12.500     | 0 (não possui)        | 7             |
| FC Avangard Kursk                 | Kursk             | Oblast de Kursk         | Décimo Lugar                                                       | Estádio Trudovye Rezervy       | 11.329     | 0 (não possui)        | 3             |
| Spartak de Vladikavkaz            | Vladikavkaz       | Ossétia do Norte-Alânia | Acesso pelo Campeonato Russo de Futebol de 2006 - Terceira Divisão | Estádio Republicano do Spartak | 32.464     | 0 (não possui)        | 2             |
| FC Terek Grozny                   | Grózni            | Chechênia               | Oitavo Lugar                                                       | Estádio Sultan Bilimkhanov     | 10.500     | 1 (2004)              | 6             |
| FC Baltika Kaliningrado           | Kaliningrado      | Oblast de Kaliningrado  | Décimo Quarto Lugar                                                | Estádio Baltika                | 14.000     | 1 (1995)              | 10            |
| FC Mashuk-KMV Pyatigorsk          | Pyatigorsk        | Krai de Stavropol       | Décimo Terceiro Lugar                                              | Estádio Central                | 10.630     | 0 (não possui)        | 2             |
| FC Salyut Belgorod                | Belgorod          | Oblast de Belgorod      | Décimo Segundo Lugar                                               | Estádio Salyut                 | 12.000     | 0 (não possui)        | 2             |
| FC Sodovik Sterlitamak            | Sterlitamak       | Bascortostão            | Sexto Lugar                                                        | Estádio Sodovik                | 6.200      | 0 (não possui)        | 2             |
| Torpedo Moscovo                   | Danilovsky        | Moscovo                 | Rebaixado do Campeonato Russo de Futebol de 2006                   | Estádio Lujniki                | 81.000     | 0 (não possui)        | 1             |
| FC Shinnik Iaroslavl              | Iaroslavl         | Oblast de Iaroslavl     | Rebaixado do Campeonato Russo de Futebol de 2006                   | Estádio Shinnik                | 22.000     | 1 (2001)              | 6             |
| FC Metallurg-Kuzbass Novokuznetsk | Novokuznetsk      | Oblast de Kemerovo      | Acesso pelo Campeonato Russo de Futebol de 2006 - Terceira Divisão | Estádio Metallurg              | 8.500      | 0 (não possui)        | 6             |
| FC Mordovia Saransk               | Saransk           | Mordóvia                | Acesso pelo Campeonato Russo de Futebol de 2006 - Terceira Divisão | Estádio Start                  | 11.581     | 0 (não possui)        | 3             |
| FC SKVO Rostov do Don             | Rostov do Don     | Oblast de Rostov        | Acesso pelo Campeonato Russo de Futebol de 2006 - Terceira Divisão | Estádio SKA SKVO               | 27.300     | 0 (não possui)        | 2             |
| FC Nosta Novotroitsk              | Novotroitsk       | Oblast de Oremburgo     | Acesso pelo Campeonato Russo de Futebol de 2006 - Terceira Divisão | Estádio Metallurg              | 10.000     | 0 (não possui)        | 2             |
| FC Zvezda Irkutsk                 | Irkutsk           | Oblast de Irkutsk       | Acesso pelo Campeonato Russo de Futebol de 2006 - Terceira Divisão | Estádio Trud                   | 28.500     | 0 (não possui)        | 6             |
| FC Tekstilshchik Ivanovo          | Ivanovo           | Oblast de Ivanovo       | Acesso pelo Campeonato Russo de Futebol de 2006 - Terceira Divisão | Estádio Tekstilshchik          | 9.565      | 0 (não possui)        | 3             |
| FC Spartak-MZhK Riazan            | Riazan            | Oblast de Riazan        | Acesso pelo Campeonato Russo de Futebol de 2006 - Terceira Divisão | Estádio CSK                    | 25.000     | 0 (não possui)        | 2             |

## Regulamento
O campeonato foi disputado no sistema de pontos corridos em turno e returno. Ao final, o campeão e o vice eram promovidos para o Campeonato Russo de Futebol de 2008 e cinco equipes eram rebaixadas diretamente para o Campeonato Russo de Futebol de 2008 - Terceira Divisão.

## Resultados do Campeonato
Shinnik foi o campeão; junto com o vice, Terek, foi promovido para a primeira divisão russa.

Avangard, Mordovia, Tekstilshtchik, Sodovik e Spartak de Riazan foram rebaixados para a terceira divisão russa.

## Campeão
| Campeão Russo da Segunda Divisão de 2007 |
| ---------------------------------------- |
| FC Shinnik Iaroslavl 2° Título           |